# Метрополитска спортска дворана Токија
Метрополитска спортска дворана Токија (јап. 東京体育館) је вишенаменска дворана у Токију, Јапан. Дворана је грађена од 1952. до 1954. када је и отворена. Исте године је у њој одржан први спортски догађај а то је било Светско првенство у рвању. Током Летњих олимпијских игара 1964. коришћена је за потребе гимнастике. 
Дворана је реновирана 1990. године када је добила нови модерни изглед. Архитекта који је радио на реновирању је био Фумихико Маки.
У марту 2007. године је била домаћин Светског првенства у уметничком клизању
У октобру и новембру 2010. године је угостила финалне утакмице светског првенства у одбојци за жене.
У новембру 2011. су у њој одигране неке од утакмица светског купа у одбојци у обе конкуренције.